# Zatanna
Zatanna é uma personagem ficcional de quadrinho publicada pela editora DC Comics. Apareceu pela primeira vez em Hawkman #4 (Out-Nov. 1964). Ela é uma mágica filha de Giovanni Zatara, um poderoso mágico (muito parecido com o Mandrake), e de Sindella. Zatanna costuma conjurar suas mágicas através de frases ou palavras pronunciadas ao contrário, o mesmo método que era usado por seu pai, Zatara. Zatanna integra a Sociedade da Justiça e a Liga da Justiça Sombria. Ela tem vários poderes podendo ler mentes, hipnotizar pessoas, alterar a realidade, controlar energia, criar campos de força, manipular os elementos da natureza e como seu principal poder ela pode conjurar encantamentos, maldições e magia.

## Criação
Zatanna foi criada pelo escritor Gardner Fox e pelo artista Murphy Anderson. Apareceu pela primeira vez em Hawkman # 4 (novembro de 1964). Quando ela é apresentada, ela está em uma missão para encontrar seu pai, Zatara, que fez sua primeira aparição em Action Comics # 1, mas não tinha sido publicado regularmente por vários anos. O enredo atravessou vários quadrinhos publicados pela DC na época, culminando em edições da Liga da Justiça da América, também escrita por Fox.

## Biografia do caráter Ficcional
Zatanna é a filha do mago Giovanni Zatara, que apareceu na banda desenhada de Golden Age e Sindella, membro da mística homo magi. Seu primo mais novo, o adolescente Zachary Zatara, também é um mágico no DCU. Zatanna faz sua vida como uma ilusionista de palco antes de descobrir suas habilidades mágicas ao investigar o desaparecimento de seu pai. Seu traje original é baseado no traje de seu pai, mas substituindo meias de rede e saltos altos por calças. A busca de Zatanna por seu pai foi objeto de um enredo que foi apresentado em vários títulos editados por Julius Schwartz, e nela, Zatanna interage com Hawkman e Hawkgirl ; batalhas Batman e Robin enquanto estava disfarçada de bruxa e sob o controle do vilão o Estranho ; e equipes com o Atom, Green Lantern, e o Elongated Man. A série culminou em Justice League of America # 51 (fevereiro de 1967). Esta aventura da Liga da Justiça ocorreu durante o Batmanmania de televisão onde Batman estava no auge de sua popularidade. A premissa de que a bruxa na Detetive Comics # 336 era Zatanna foi percebida como uma tentativa de fazer Batman participar dessa edição da Liga da Justiça da América, não importa quão vaga fosse a conexão com a missão de Zatanna.
Ela brevemente apareceu em recursos de backup em Adventure Comics e Supergirl de 1971 a 1973. Zatanna auxilia a Liga da Justiça da América em algumas missões antes de ser eleito para ser membro da Justice League of America # 161 (dezembro de 1978). Logo que Zatanna se juntou ao grupo, a identidade de sua mãe foi revelada em um enredo de várias questões. Zatanna juntou-se com o Superman em DC Comics Presents [16] e com Batman em The Brave and the Bold. Uma história curta de dez páginas emDC Special Blue Ribbon Digest # 5 (novembro-dezembro de 1980) revelou novos detalhes sobre a origem de Zatara e como a busca de Zatanna para localizar seu pai começou. Durante seu mandato com a Liga da Justiça, seu nível de poder diminui, de modo que ela só pode controlar os quatro elementos da terra, do ar, do fogo e da água. Ela estrelou uma característica de backup no World's Finest Comics # 274-278 e a limitação de seus poderes é revertida no World's Finest Comics # 277 (março de 1982). Ela ajuda Wonder Woman e várias outras super-heroínas na luta contra uma ameaça extraterrestre.

### Pós-crise
Zatanna estreou em uma one-shot solo especial em 1987, que incluiu Zatanna explorando o contexto da sua mãe, Sindella, e batalhando contra a vilã feiticeira Allura. Na série limitada "Os Livros da Magia", de Neil Gaiman, Zatanna torna-se amiga e até mesmo guarda temporária de Timothy Hunter, um menino destinado a se tornar o maior bruxo do mundo, e sua namorada Molly, que na época foi amaldiçoada pela Rainha das Fadas e se tornou incapaz de tocar qualquer coisa no mundo humano, incluindo o chão. Depois de uma breve estadia, ela leva Molly para casa e Tim parte para suas próprias aventuras. 
Quando a Liga da Justiça desaparece no passado enquanto eles tentam resgatar o Aquaman desaparecido, um protocolo de emergência disparado por Batman reúne uma nova Liga, com esse time incluindo Jason Blood como o especialista em magia. Ainda assim, quando a ameaça atual é identificada como Gamemnae, uma feiticeira de Atlantis que quer conquistar o mundo, ela usa um feitiço atoleiro para absorver para ela mesma Zatanna e Tempest. Quando o novo líder da Liga, Asa Noturna, tenta ordenar Blood para se transformar em Etrigan para ajudar eles contra Gamemnae, Blood insiste que Zatanna é quem eles precisam, sacrificando ele mesmo para o feitiço atoleiro para libertar Zatanna. Ela consequentemente se junta a Asa Noturna, Nuclear e Mulher Gavião na viagem de volta a Atlantis anciã, onde Aquaman está preso em uma piscina, como um espectro de água. Nuclear cria um canal entre a piscina e o mar, antes que Zatanna conjure um feitiço que permita o Aquaman em forma de água para controlar o oceano inteiro como seu corpo, o permitindo afundar Atlantis no passado e presente e perturbar o poder de Gamemnae. Em 1993, Zatanna estrela sua primeira série solo limitada, com o título de Zatanna: Come Together, em que ela invoca o espírito de sua mãe e luta contra o feiticeiro Tannarak e um demônio chamado Xaos. 
Na série limitada de 2004, Crise de Identidade, Zatanna é membro da Liga da Justiça no momento em que o vilão Doutor Luz estupra a esposa do Homem Elástico, Sue Dibny. Quando foi preso, ele ameaça as famílias dos membros da Liga da Justiça. Ainda que Zatanna estivesse preparada para apagar as lembranças de Luz sobre o incidente, como fez com outros vilões com conhecimento perigoso para a Liga, adulterar a mente de Luz desencadeia um debate entre os membros da equipe: se a personalidade do vilão se transformar para evitar que ele repita seu crime ? Zatanna, Hawkman e Átomo (Ray Palmer) procuram essa ação, enquanto a Green Arrow, Black Canary e Green Lantern votaram contra. Flash (Barry Allen) quebra a gravata. Zatanna apaga a mente de Luz, e o processo resulta em baixas suas habilidades intelectuais. No meio do processo, Batman aparece e tenta detê-lo. Zatanna o congela, e os membros votaram por unanimidade para apagar as memórias de Batman do incidente também.
Sua relação de trabalho com Batman sours depois que ele descobre a alteração de sua memória. Quando Zatanna ajuda Batman com reconhecimento em um dos Poços de Lázaro de Ra's al Ghul, ela pergunta por que ele veio para ela. Batman diz: "Eu precisava de alguém em quem eu pudesse confiar, mas eu tive que me contentar com você". Após a Crise Infinita, seu relacionamento parece ter melhorado; Na Detective Comics # 824, ele a chama por informações sobre um contador de cartas envolvido em espreitar o Pinguim. Ele não menciona o conflito e, ocasionalmente, a chama pelo apelido, "Zee".
Mulher Gato descobre que a lavagem cerebral de Zatanna do Dr. Luz em Crise de Identidade não é uma ocorrência isolada; A transição de Mulher Gato, de vilã a heroína, e seus esforços resultantes para liderar uma vida ética são retribuídos como resultado da intervenção mental de Zatanna. Mulher Gato vem desconfiar de suas lembranças, motivos e as escolhas que ela fez desde esse incidente. Em retaliação, Mulher Gato cobre a boca de Zatanna com um pedaço de fita adesiva e a empurra pela janela.
A série de quatro edições limitadas de 2005, Zatanna foi publicada como parte do evento dos Sete Soldados, de Grant Morrison. Nela, ela reconta em um grupo de apoio para super-heróis um ritual mágico que falhou quando procurava os tomos de seu pai, onde um dos seus feitiços anteriores invocou um metamorfo chamado Gwydion, que mata seus companheiros. Este trauma, junto da culpa por suas memórias apagadas, rouba de seus poderes. Com a ajuda de seu novo aprendiz, Misty Kilgore, ela captura Gwydion para usar para si mesma. Ela finalmente recupera sua confiança e poderes e os usa para derrotar Zor, um trapaceiro Alfaiate do Tempo que lança a Sheeda como uma praga para infectar e degradar o universo inteiro. Como uma recompensa, os outros Alfaiates do Tempo permitem sua última reunião com seu pai, que revela que seus livros foram escritos para ela, seu "maior feitiço e presente para o mundo". Na batalha final contra a Sheeda, Zatanna lança um feitiço para mover o tempo e o espaço, posicionando retroativamente os Sete Soldados para derrubar a Sheeda.
Em Detective Comics nº. 833 (agosto de 2007), afirma-se que o pai de Zatanna era um amigo de Thomas Wayne. Zatara treinou Bruce Wayne na arte da fuga, e Bruce e Zatanna eram amigos de infância, embora Batman acredite que ele nunca a conheceu na Liga da Justiça da América # 51, e sua única lembrança de encontrá-lo é enquanto ela estava disfarçada. Bruce ajuda Zatanna a investigar a morte de um dos seus ex-assistentes; todas as pistas apontam para um artista chamado Ivar Loxias. Loxias é revelado para ser o palhaçodisfarçado; ele atira Zatanna na garganta e incapacita Batman. Zatanna é capaz de curar-se, escrevendo um feitiço de cura em seu próprio sangue, e ela é fundamental para frustrar o esquema do Coringa. Bruce coloca a traição de Zatanna atrás dele, permitindo que os dois renovem sua amizade.
No "Roll Call" da Justice League of America # 22 (agosto de 2008), Zatanna está listado como parte da equipe. Chamado para ajudar com a restauração do Red Tornado na sua forma de android, ela ajuda a Liga quando são atacados por uma nova e poderosa iteração de Amazo. Durante a batalha, Zatanna tem sua boca magicamente removida com seus feitiços, e mais uma vez usa seu sangue para escrever feitiços e restaurá-lo. Ela é silenciada novamente depois que Amazo usa seu anel de forçapara criar uma mordaça na boca que ela não consegue remover, tornando-a inútil durante a maior parte da luta. Depois que a Mulher Maravilha tira a concentração de Amazo e faz com que a mordaça desapareça, Zatanna derrota Amazo de uma vez por todas usando a alma do Tornado Vermelho. Na sequência desta batalha, Zatanna volta ao time.
Zatanna mais tarde acompanha Firestorm, Black Lightning e Batman para Metropolis depois que eles vieram a acreditar que Kimiyo Hoshi foi seqüestrada por agentes da equipe metahuman secreta conhecida como o Shadow Cabinet. Depois de um breve conflito, Zatanna e os outros são informados por super-heroi Rocket adolescente que o abdução percebido por Kimiyo era realmente um mal-entendido causado pela missão do gabinete de sombra para procurar sua ajuda para lidar com o vampiro cósmico conhecido como Starbreaker. Com a assistência do Hardware e ÍconeZatanna e seus companheiros conseguem derrotar o Starbreaker em uma batalha no Himalaia.
Em Gotham City Sirens Zatanna é visitada e contido por Poison Ivy, que interage através de uma árvore e pergunta se o encontro com Catwoman mudou Selina de qualquer maneira.
Zatanna toma uma licença da JLA, apenas para reaparecer durante uma batalha com Despero. Uma vez que ele é derrotado, Zatanna informa a Liga dos eventos apocalípticos da noite mais negra que ocorrem em todo o mundo. Depois de levar o time para o Hall of Justice para encontrar Firestorm, ela é forçada a lutar contra a forma de mortos-vivos de seu pai, pisando continuamente a magia negra que ele exerce contra a sua; está implícito que ela teve sucesso em banir a Lanterna Negra, mas foi psicologicamente esmagada de ter que matar seu pai novamente. No rescaldo da Blackest Night, Kimiyo menciona que Zatanna é um dos membros que deixou a equipe.
Em maio de 2010, Zatanna recebeu sua própria série solo, escrita por Paul Dini e desenhada por Stéphane Roux. Já não é um membro ativo da JLA, Zatanna é convidada pelo oficial Dale Colton para ajudar a resolver um caso de assassinato em um restaurante freqüentado por mafiosos. Zatanna informa a Dale que o assassino era um poderoso feiticeiro conhecido como Brother Night, que governa a cena do crime sobrenatural em San Francisco. Depois que Zatanna aparece na discoteca demoníaca da noite e o ameaça, ele responde invocando um poderoso demonio de pesadelo para ajudar a lutar contra ela, mas Zatanna derrota e aprisiona o demônio para ajudá-la mais tarde. Um dono de cassino torto que havia feito um acordo para a eterna juventude com o demônio da avareza vendendo as almas de suas noivas ao demônio tentando usar uma poção de amor para ganhar a alma de Zatanna. Quando seu primo Zachary quebra o feitiço, o dono do cassino implora a Zatanna para transformá-lo em um pedaço de ouro sem alma para escapar do tormento no inferno. Além da Noite do Irmão, Zatanna enfrenta outras ameaças, como Oscar Hample, um homem que tentou matá-la quando era criança e foi transformado em um boneco por seu pai. Ela é seqüestrada por um novo vilão chamado Siphon, que tenta roubar suas habilidades. Power Girl a resgata e, juntas, as duas heroínas derrotam Sifão. A série Zatanna terminou com o número 16 (outubro de 2011).

### Novos 52
Neste cronograma de The New 52, Zatanna é um dos principais personagens Peter Milligan 's Justice League escuro série. Ela apresenta um traje novo, embora ainda use a roupa do mágico clássico durante os shows. Na primeira questão, ela descobre que Superman, Wonder Woman e Cyborg foram derrotados pela Enchantress e voluntários seus serviços para a Liga.
O romance gráfico de Black Canary e Zatanna, Bloodspell, escrito por Paul Dini e desenhado por Joe Quinones, foi lançado em 2012, mas foi adiado até maio de 2014. A história se concentra em torno de um primeiro encontro de 16 anos, Black Canary, com Zatanna.

### DC Rebirth
Zatanna faz sua primeira aparição na edição 958 do Detetive Comics, ajudando Bruce a tirar um robô perseguindo um membro do culto, depois revela que Bruce gostaria de vê-la com a esperança de que ela o ensinaria mais sobre a magia que reviveria para Tim Drake.

## Poderes e habilidades
Zatanna é uma feiticeira poderosa cujas habilidades são aparentemente genéticas. Em homenagem ao seu pai, ela normalmente realiza suas mágicas falando seu encantamento com palavras ao contrário, mas algumas vezes ela já demonstrou conseguir conjurar feitiços falando normalmente ou até mesmo sem falar.
O uso excessivo de seus poderes pode exauri-la a ponto de entrar em um espécie de coma e só despertar após um longo período de descanso. Além desses poderes, Zatanna sabe ler as cartas de Tarot, ver o futuro na bola de cristal, bem como fazer algumas profecias.
A extensão de seus poderes ainda é desconhecida, ela já foi capaz de manipular a mente de seus oponentes através de sua telepatia, manipular, controlar e mover objetos com a sua telecinese, transmogrificar a matéria, controlar o clima, controlar todos os elementos existentes, distorcer a realidade, se auto curar e curar aos outros, projetar a sua alma para fora do corpo, projetar poderosas rajadas de energia e teletransportar a si mesma e outros.
Zatanna também é uma exímia ilusionista, ela possui uma mansão chamada Shadowcrest, onde possui uma biblioteca com amplo material de conhecimento mágico, assim como um arsenal de relíquias poderosas. Shadowcrest parece existir em uma dimensão completamente diferente, embora seja situada inicialmente como na região do interior de Gotham. Ademais, Zatanna é perita em Artes Marciais.

## Magias conhecidas
- Otnemalegnoc (congelamento): Congela a pessoa
- Ohleoc (coelho): Transforma pessoas em coelhinhos
- Opmac ed saçrof : Cria uma barreira mágica (campo de força)
- Maviver (revivam): Cura as pessoas
- Arodaçac (caçadora): Cria flechas magicamente
- Opmet (tempo): Um feitiço que faz parar o tempo
- Ogof (fogo): Conjura e controla o fogo, criando bolas de fogo ou incêndios
- Ra (ar): Conjura e controla o ar
- Latrop (portal): Ela também é capaz de criar portais interestelares, ou seja, pra qualquer lugar